# لیوبوف بوردا
لیوبوف بوردا (به انگلیسی: Lyubov Burda) ژیمناست زادهٔ ۱۱ آوریل ۱۹۵۳ میلادی اهل کشور شوروی است.